# Furcraea tuberosa
Furcraea tuberosa är en sparrisväxtart som först beskrevs av Philip Miller, och fick sitt nu gällande namn av William Aiton. Furcraea tuberosa ingår i släktet Furcraea och familjen sparrisväxter. Inga underarter finns listade i Catalogue of Life.

## Bildgalleri

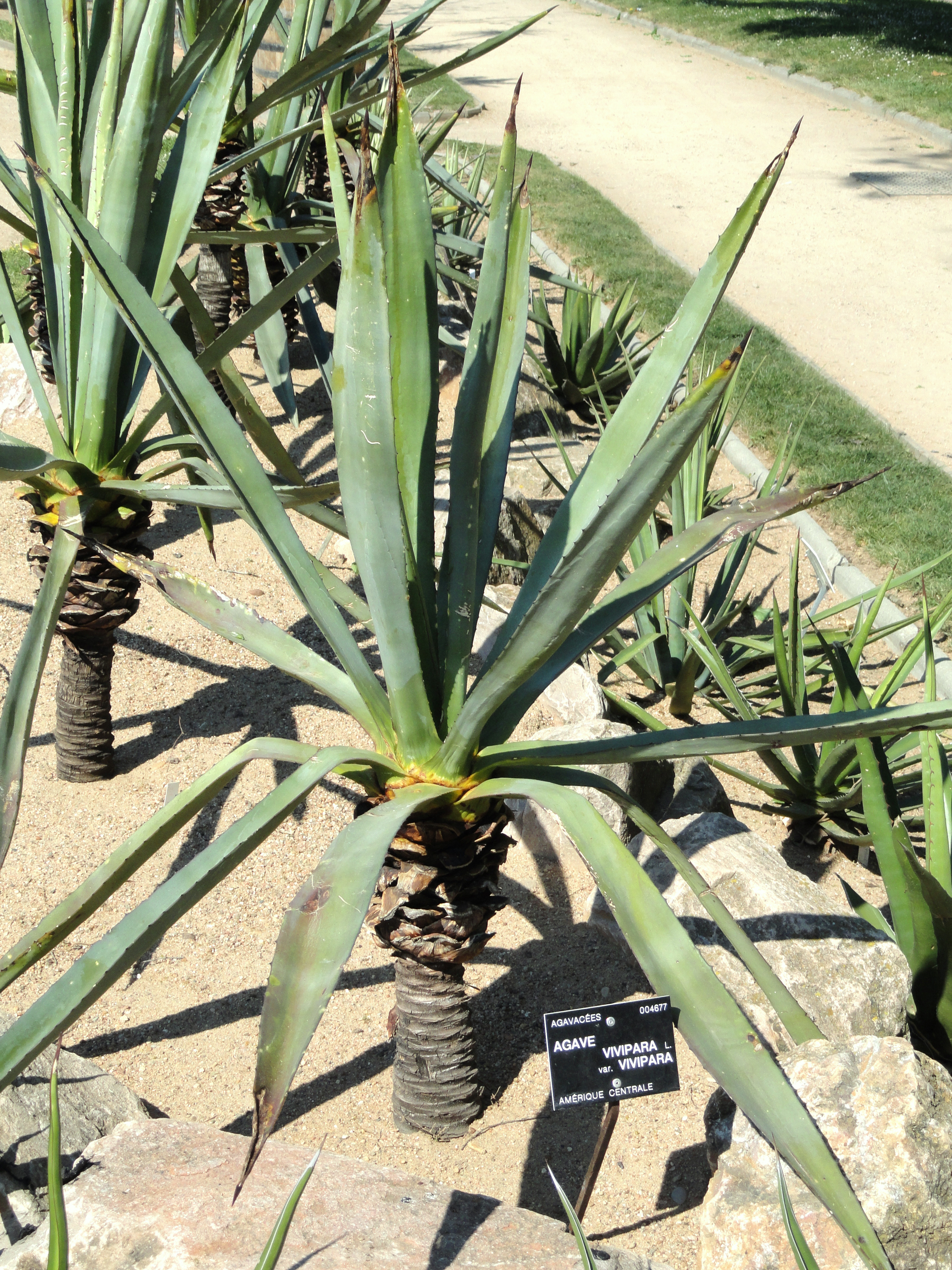
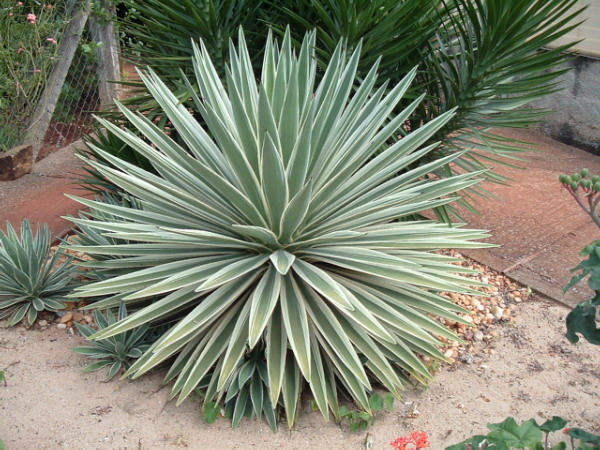